# Cel
Cel, viết tắt của từ celluloid, là một tấm giấy bóng trong suốt dùng để vẽ hay tô màu các đối tượng trong quy trình sản xuất hoạt hình vẽ tay truyền thống. Chất celluloid thực sự (gồm cellulose nitrat (xenlulôzơ nitrat) và long não) được sử dụng vào thời kỳ nửa đầu thế kỷ 20, nhưng do tính dễ cháy và không ổn định trong nhiều điều kiện khác nhau nên hầu như nó đã được thay thế hoàn toàn bởi cellulose axetat (xenlulôzơ axetat). Với sự xuất hiện của công nghệ sản xuất hoạt hình có sự giúp đỡ của máy tính, hầu hết các bộ phim lớn về sau này không còn sử dụng cel nữa. Hãng Disney ngừng sử dụng cel vào năm 1990 khi Hệ thống sản xuất phim hoạt hình trên máy tính (CAPS) thay thế công đoạn này trong quá trình sản xuất phim hoạt hình.

## Kỹ thuật

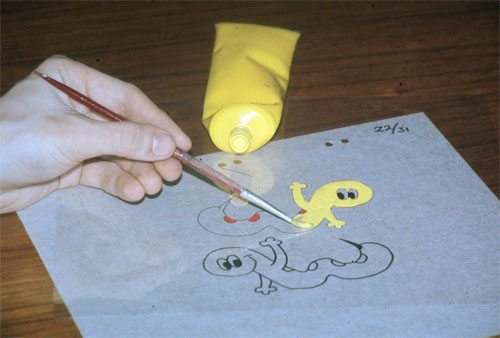
Tô màu bằng mực acrylic trên mặt sau của một tấm cel đã được vẽ sẵn.

Nói chung, các nhân vật được vẽ trên những tấm cel và đặt lên trên một bức tranh cảnh nền tĩnh. Điều này giúp giảm bớt số lần phải vẽ lặp đi lặp lại một bức tranh và cho phép hãng sản xuất chia các công đoạn sản xuất cho nhiều nhóm chuyên biệt khác nhau. Sử dụng phương pháp dây chuyền này còn góp phần tiết kiệm chi phí làm phim hơn. Ngày nay mọi người thống nhất rằng người phát minh ra phương pháp này là Earl Hurd vào năm 1914.
Đường nét bên ngoài của các bức hình được vẽ ở mặt trước của tấm cel, còn màu được tô ở mặt sau để tránh nhoè mực. Theo truyền thống, các nét viền của đối tượng được vẽ tay nhưng từ thập niên 1960 hầu như người ta chuyển sang sử dụng phương pháp in chụp tĩnh điện. Một bước tiến lớn nữa trong công nghệ hoạt hình sử dụng cel là việc phát triển Công đoạn Di chuyển hình ảnh hoạt hình (Animation Photo Transfer Process), lần đầu tiên được sử dụng trong phim Vạc dầu đen, phát hành năm 1985.

## Đồ sưu tầm
Các tấm cel dùng trong sản xuất phim đôi khi được bán ra ngoài sau khi các công đoạn hoạt hình đã hoàn tất. Nhiều chương trình và các bộ phim nổi tiếng bán cel với giá cao, có những tấm lên tới hàng nghìn đô-la.
Một số tấm cel không được sử dụng trong bản phim cuối cùng, nhưng có thể là một phiên bản "đặc biệt" hay "có hạn" của tác phẩm, một vài trường hợp còn được in ra ("in thạch bản") thay vì vẽ tay. Những phiên bản như vậy thường không bán được giá cao như những tấm cel gốc "chụp dưới máy quay", và đó mới là những vật phẩm thực sự được những nhà sưu tầm săn đón. Một số tấm cel đặc biệt còn bán được với mức giá kỷ lục tại các buổi đấu giá nghệ thuật. Ví dụ, một tấm cel siêu rộng vẽ các nhân vật trong cảnh cuối của phim Who Framed Roger Rabbit  bán được 50.600 USD tại Sotheby's năm 1989, bao gồm cả bức vẽ nền gốc.
Disney Store bán các tấm cel dùng trong giai đoạn sản xuất phim Nàng tiên cá (bộ phim cuối cùng của họ sử dụng cel) với mức giá từ 2.500 đến 3.500 USD, chưa có cảnh nền. Các "tấm cel hàng loạt" cũng của bộ phim này được in thạch bản có giá 250 USD, phát hành với số lượng từ 2.500–5.000 chiếc.